# Мэтуон (фильм)
«Мэтуон» (англ. Matewan) — американский исторический художественный фильм, снятый режиссёром Джоном Сэйлзом в 1987 году. Лента рассказывает об исторических событиях, получивших название «Битва в Мэтуоне».

## Сюжет
Действие происходит в 1920 году в шахтёрском городке Мэтуон (Западная Виргиния). Рабочие местной угледобывающей компании организуют профсоюз и объявляют забастовку, требуя улучшения условий труда и повышения заработной платы. Хозяева компании, которая является фактически единственным работодателем в этом районе, не намереваются смягчать кабальные условия, в которые поставлены шахтёры, и в качестве штрейкбрехеров завозят группу итальянцев и негров. Однако активист Джо Кэнэхэн, приехавший в город для организации работы профсоюза, убеждает новичков присоединиться к забастовке. Вскоре в Мэтуоне появляются работники детективного агентства, нанятые хозяевами компании для решения вопроса силовым путём.

## В ролях
- Крис Купер — Джо Кэнэхэн
- Мэри Макдоннел — Эльма Раднор
- Уилл Олдхэм — Дэнни Раднор, сын Эльмы
- Дэвид Стрэтэйрн — шериф Сид Хэтфилд
- Джеймс Эрл Джонс — Джонсон «Мало Одёжки»
- Кен Дженкинс — Сефус Парселл
- Кевин Тай — Хики
- Гордон Клэпп — Том Григгс
- Боб Гантон — Лайвли

## Награды и номинации
- 1988 — номинация на премию «Оскар» за лучшую операторскую работу (Хаскелл Уэкслер).
- 1988 — номинация на премию Американского общества кинооператоров за лучшую операторскую работу (Хаскелл Уэкслер).
- 1988 — премия «Независимый дух» за лучшую операторскую работу (Хаскелл Уэкслер), а также 5 номинаций: лучший фильм (Пегги Райски, Мэгги Ренци), лучший режиссёр (Джон Сэйлз), лучший сценарий (Джон Сэйлз), лучший актёр второго плана (Дэвид Стрэтэйрн, Джеймс Эрл Джонс).